# 机弦

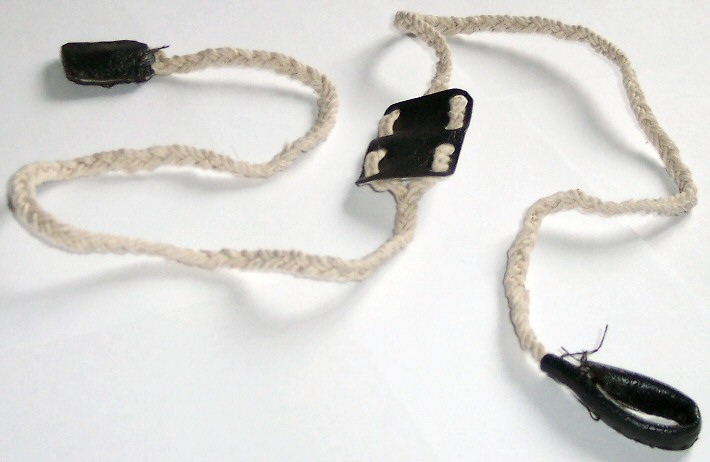
机弦

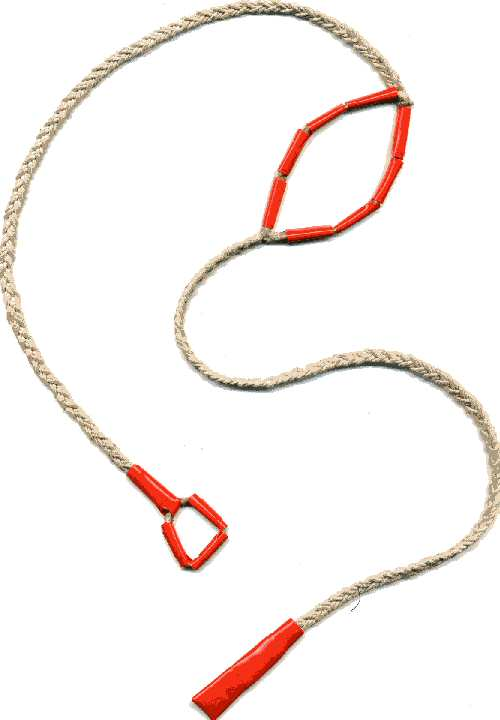
自製投石器

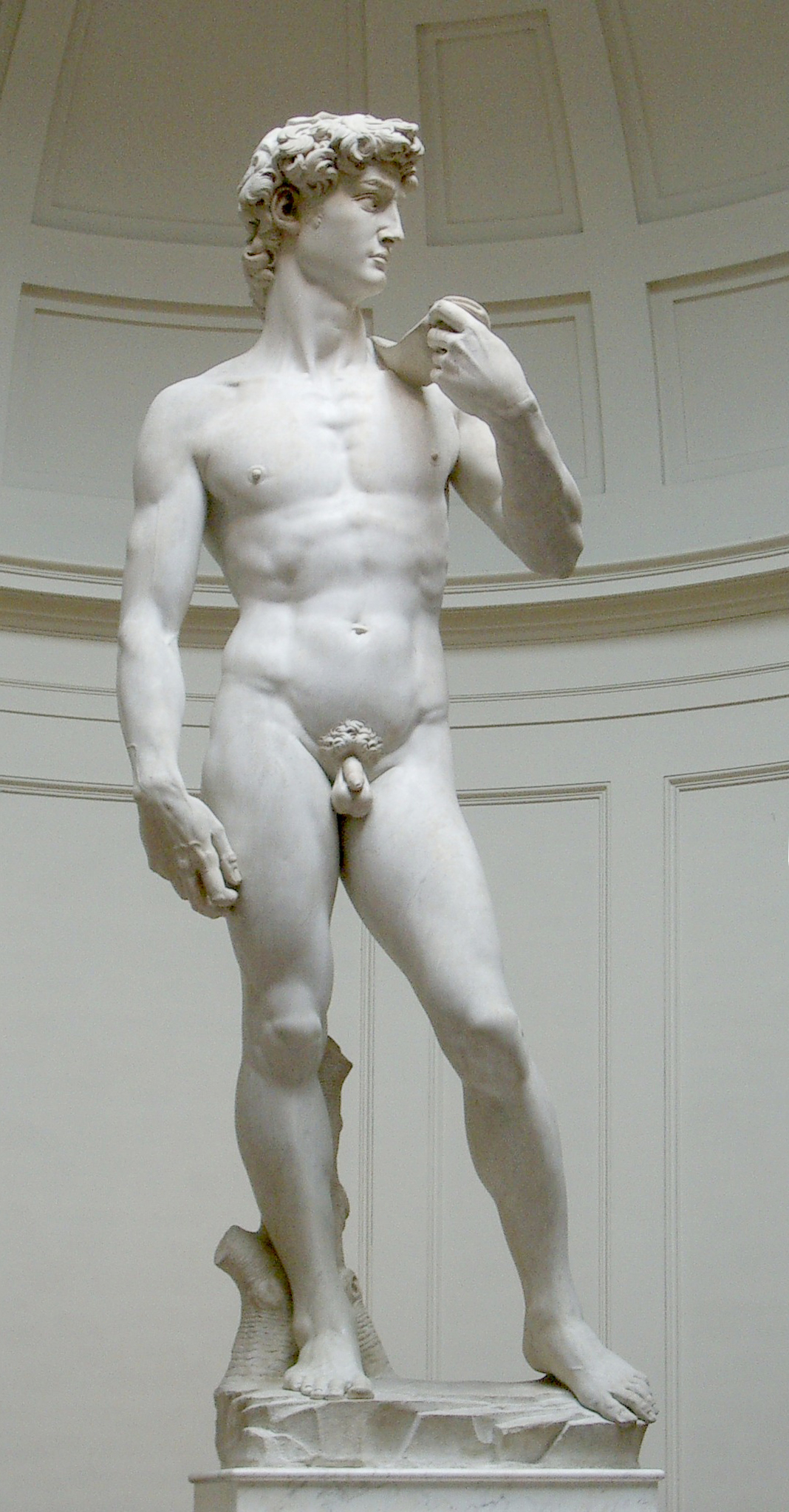
米開朗基羅的名作大衛像，大卫左手拿的就是机弦

机弦（sling）也被稱做投石索、投石带、投石器、撂抛子，是一种投石工具，是人类最早使用的远射武器之一，在兵器分類上屬於冷兵器。最簡易的製作方式是用一條繩子（皮帶），中間縫上一個盛裝飛石的兜囊，材質不同與盛裝物的不同都會影響投擲的距離與殺傷力。使用时，把石块或土块放在兜子里面，一邊绳子末端（此端會做成一個圓圈）固定在手指上，另一邊的绳子末端則用拇指和食指捏住，然后甩动兜子，在适当的时刻松开拇指和食指，石子或者土块就会沿切线方向飞出，这样可以比徒手扔远得多。机弦甩繩的方式也各有不同，有分成上下甩動以及頭頂水平甩動和拋甩，经过一定的训练，可以将石子或者土块准确地击向目标，但因攻擊距離和精度仍然小於弓箭，在歷史發展中逐漸被取代。但机弦制作方便、轻小便携、近距離殺傷效果仍较好，也因此並無絕跡過，在近代亦成為童玩的一種。
历史上机弦被用于打猎、放牧、战斗等。直到现在也還有人在使用，像是中国西北地区牧羊人以及南美洲安地斯山的游牧民都还在使用它来驱赶羊群。時至現代，此類古董冷兵器雖然已在正規軍事衝突上絕跡，但因為製作簡易、規管不嚴，在較低烈度的示威、警民衝突、騷亂、暴動等仍有出現。
有關機弦的記載，包括《聖經》旧约《撒母耳记上17章》的故事：“大卫用机弦将石子击中歌利亚的额，歌利亚就仆倒，面伏于地。大卫将歌利亚的刀从鞘中拔出来，用刀割了他的头，将他杀死。”

## 使用姿勢
機弦的投石方法可大致分為六種，分別是:
直升機式:將機弦於頭頂上旋轉，當轉速夠快時，於適當的時機發出。
巴利阿里八字投法:將機弦以8字型於身體兩側旋轉，在適當時機發出。
拜占庭式投法:將機弦甩至背後，並用腰身的力量將機弦加速，於頭頂上旋轉加速後擊出。
上手過肩投:將機弦垂直90度角以順時鐘旋轉後擊出。
下手前旋投:將機弦垂直90度角以逆時鐘方向旋轉後擊出。註:上手過肩投和下手前旋投可依投石力道而增減旋轉次數。
希臘式投法:先將繩子拉直，石兜靠頭，之後將機弦的石兜推至頭頂，再將機弦由背後甩出。

## 製作
投石索的結構簡易，材料易得，先將一條繩索測量適當長度後裁剪，之後在繩索的中間處製作石兜，種類多元，有將布兜、皮兜縫在繩索的中間，或單純用繩索編織，亦可直接做一個圓圈，如上圖，不過無法放置較小的石塊。投石索的繩索要耐磨，輕巧、粗細適當，而石兜材質要耐磨，也要堅固、輕巧，不會纏住石塊，但不能在旋轉時讓石塊滑脫。整體結構要堅固，不然石兜可能會側翻或脫落，造成無法投石的情況，靠近石兜的繩索可打結或增加重量，可使射程更遠，手感更佳。或直接將毛巾折成菱形狀，中間固定當石兜即可。